# トマーシュ・ウイファルシ
トマーシュ・ウイファルシ（Tomáš Ujfaluši, 1978年3月24日 - ）は、チェコ・モラヴィア・スレスコ州リーマジョフ出身の元サッカー選手。チェコ代表であった。現役時代のポジションはディフェンダー（センターバック、サイドバック）。

## クラブ経歴
初期の経歴
モラヴィア・スレスコ州のリーマジョフに生まれ、18歳の時にSKシグマ・オロモウツからデビューした。
2000年8月1日、ドイツのハンブルガーSVに移籍。12月10日のエネルギー・コットブス戦 (2-1) でデビューしてフル出場した。2000-01シーズンは後半戦17試合のうち16試合に出場したが、全体の守備が雑で58失点を喫してリーグ戦13位に終わった。2001-02シーズンも57失点を喫し、リーグ戦11位に終わった。2002-03シーズンは4位に貢献したが、2003-04シーズンは8位に終わり酷い出来に逆戻りした。ハンブルガーではキャプテンを務めたこともあった。
フィオレンティーナ
2004年7月31日、経営破綻から再興したイタリアのACFフィオレンティーナに移籍した。2004-05シーズンはセンターバックとして活躍したが、2005年夏に就任したチェーザレ・プランデッリ監督に走力や足元の優れた技術に目を付けられて右サイドバックにコンバートすると、その後は不動のレギュラーとなった。2006-07シーズンには守備陣の要としてリーグ最少失点に貢献し、2007-08シーズンは4位となってUEFAチャンピオンズリーグ出場権を獲得した。4シーズンで公式戦150試合近くに出場し、在籍期間終盤にはキャプテンマークを巻くこともあった。
アトレティコ・マドリード

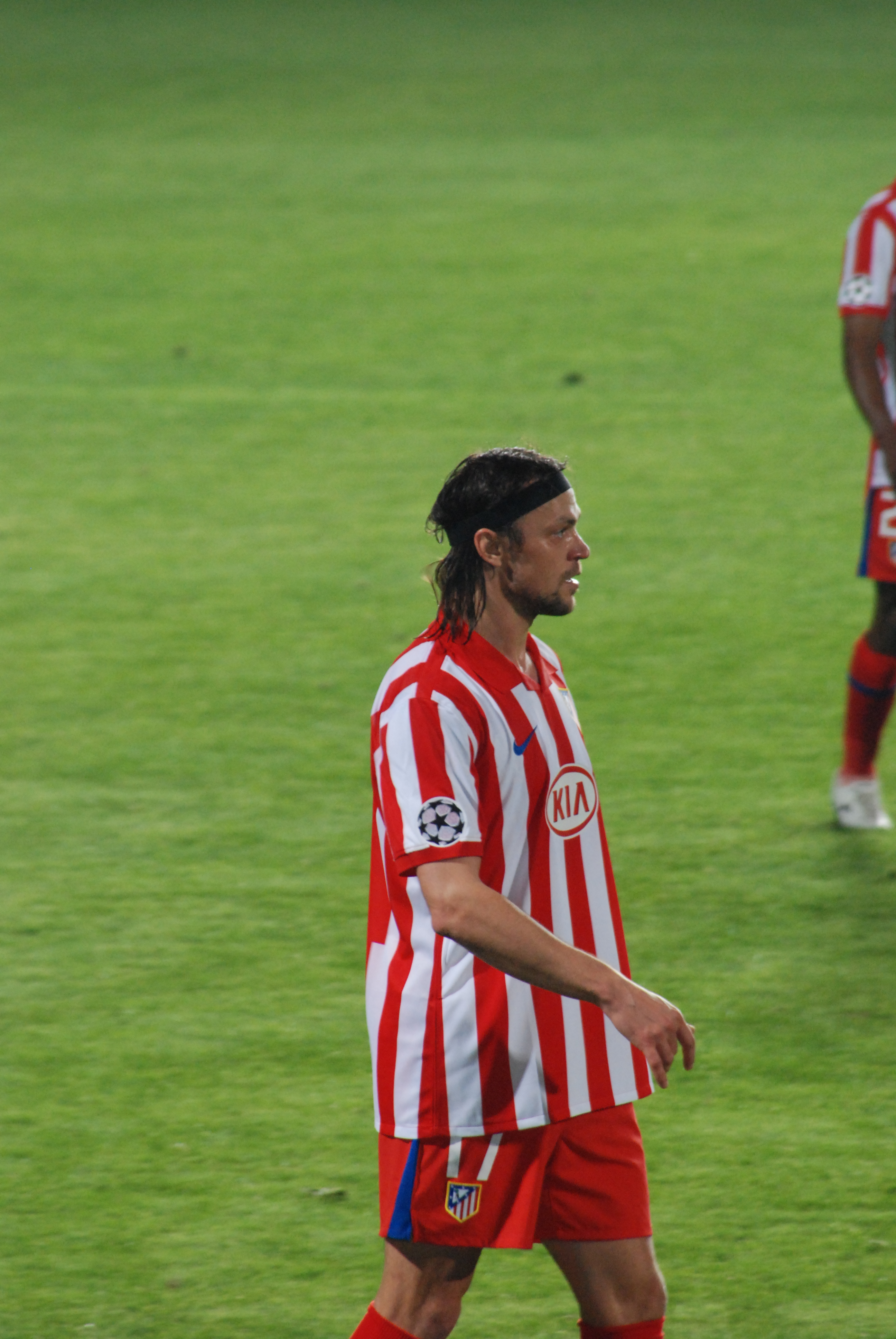
アトレティコでプレーするウイファルシ。

ブンデスリーガ、セリエAに続いてリーガ・エスパニョーラも経験してみたいという思いを持っていた彼は、2008年7月1日に
スペインのアトレティコ・マドリードに移籍した。それまではクラブでも代表でも背番号21を着けていたが、アトレティコではルイス・ペレアが既に着けていたため背番号17を選択した。2008-09シーズンにはリーグ戦4位でUEFAチャンピオンズリーグ出場権を獲得した。
2008年にセビージャFCと結んだ仮契約を破棄したとしてセビージャFCに訴えられ、2009年9月24日にセビージャ側に対して87万ユーロ（約1億1600万円）を支払うように裁判所に命じられた。2009-10シーズンのリーグ戦は9位に終わり、UEFAチャンピオンズリーグのグループリーグはでも3位に終わったが、それにより出場したUEFAヨーロッパリーグでは決勝でイングランドのフラムFCに勝利して初代王者となった。
2010年夏にはドイツのシャルケ04からオファーが届いたものの、これを拒否してアトレティコに残留した。9月19日にエスタディオ・ビセンテ・カルデロンで行われたFCバルセロナ戦 (1-2) で、後半ロスタイムにリオネル・メッシに仕掛けたタックルが遅れ、メッシは右足首を負傷した。この時、レッドカードを受けて一発退場となった。
ガラタサライ
2011年6月20日、トルコのガラタサライSKに移籍した。移籍金は200万ユーロ。
スパルタ・プラハ
2013年8月12日、母国チェコのACスパルタ・プラハに移籍した。しかし、怪我の影響で出場機会に恵まれず、12月2日に現役引退を表明した。

## 代表経歴

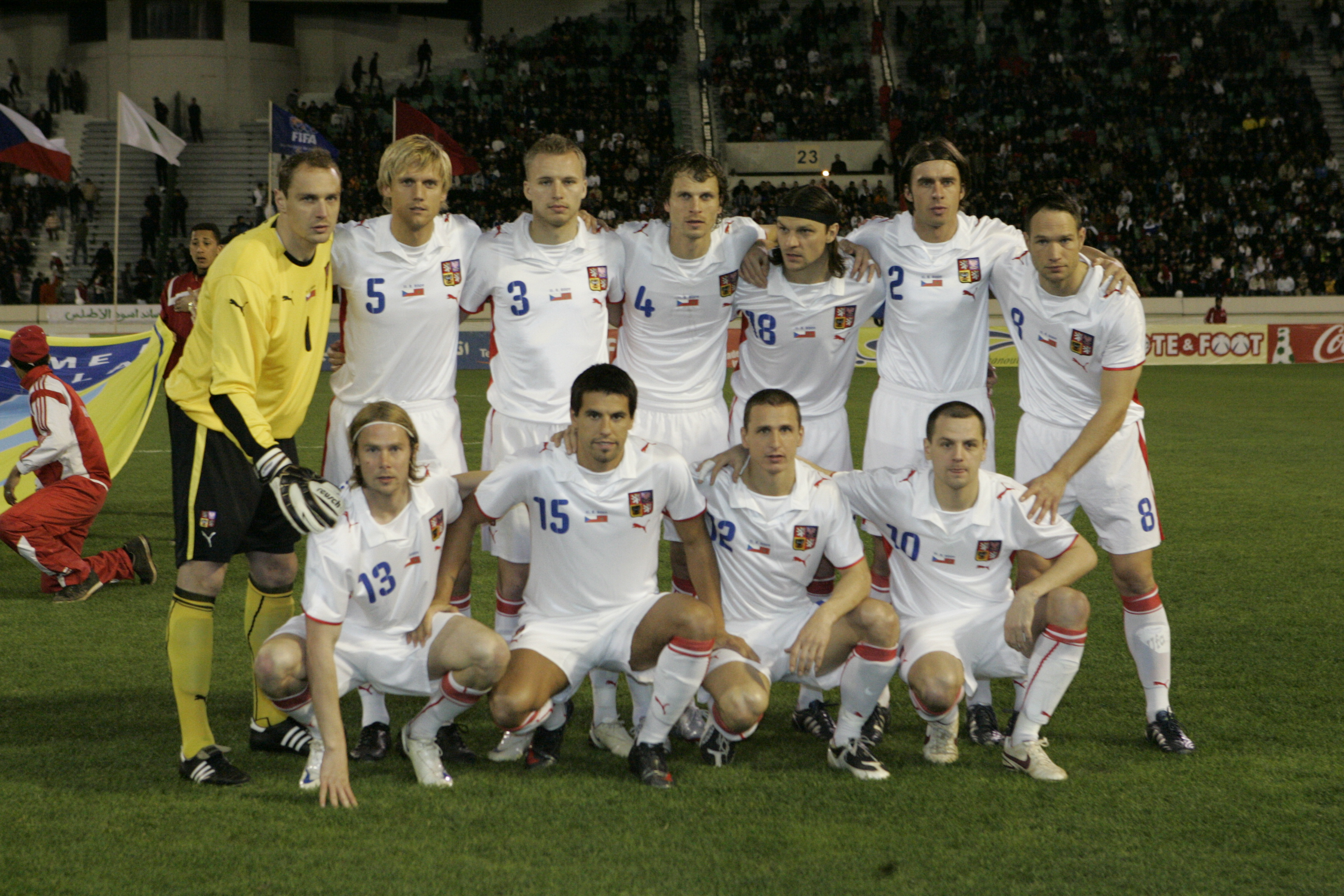
モロッコ戦前のウイファルシ（背番号18）

2001年、ハンブルガーSV在籍時にチェコ代表デビューを飾った。2004年にはUEFA EURO 2004に出場し、準決勝に進出したチームで4試合に出場した。フィオレンティーナで右サイドバックにコンバートされた後も代表では主にセンターバックとして出場している。2006年の2006 FIFAワールドカップではガーナ戦で退場処分を受け、その後のグループリーグの試合には出場できなかった。2008年のUEFA EURO 2008では3試合に出場したが、グループリーグ初戦のスイス戦 (1-0) ではマン・オブ・ザ・マッチに選ばれた。長年代表でプレーし、キャプテンも経験した。
2009年4月1日に行われた2010 FIFAワールドカップ・ヨーロッパ予選のスロバキア戦後に売春婦とともにレストランで飲食パーティーをしていたとして、ミラン・バロシュ、ラドスラフ・コヴァチ、マルティン・フェニン、マレク・マテヨフスキー、ヴァーツラフ・スヴェルコシュとともに代表から追放された。
4月8日に代表引退を表明したが、「数人の女友達と食事をしたのは事実だが、彼女らは断じて売春婦などではない」とコメントしている。

## 人物
- 既婚である。ハンガリーにルーツを持っており、Ujfalušiという姓は新しい村人(New-villager)という意味のハンガリー語である[14]。

## 代表歴

### 出場大会
- チェコ代表
  - 2006 FIFAワールドカップ

### 試合数
- 国際Aマッチ 78試合 2得点（2001年 - 2009年）[15]

| チェコ代表 | 国際Aマッチ | 国際Aマッチ |
| 年         | 出場        | 得点        |
| ---------- | ----------- | ----------- |
| 2001       | 6           | 0           |
| 2002       | 8           | 2           |
| 2003       | 8           | 0           |
| 2004       | 12          | 0           |
| 2005       | 11          | 0           |
| 2006       | 11          | 0           |
| 2007       | 8           | 0           |
| 2008       | 12          | 0           |
| 2009       | 2           | 0           |
| 通算       | 78          | 2           |

## タイトル
ハンブルガーSV
- DFBリーガポカール : 2003

アトレティコ・マドリード
- UEFAヨーロッパリーグ : 2009-10
- UEFAスーパーカップ : 2010
- コパ・デル・レイ : 2009-10

ガラタサライ
- スュペル・リグ : 2011-12, 2012-13
- TFFスュペル・クパ : 2012